# Евгени Марков
Евгени Недев Марков е барабанист на оркестър „Славяни“, Стара Загора.

## Биография
Роден на 7 ноември 1971 г. в Стара Загора. Започва да свири с оркестър „Славяни“ през 1986 г. По това време оркестърът се ръководи от неговия баща акордеониста Недко Марков. По сватби и кръщенета, събори и новобрански оркестърът свири из целия Старозагорски регион. През 1994 г. е поканен за барабанист на новосъздадения оркестър „Настроение“, Стара Загора, с който има издадени 2 албума и участия в Надсвирването в Стамболово (1994) и „Тракия Фолк 95“, както и в предаването „Звезди на ритъм 7“. Оркестър „Настроение“ се разпада през 1997 г. и Евгени Марков се завръща в оркестъра на баща си и до днес работи с оркестър „Славяни“, Стара Загора заедно с брат си Марко Недев – кавал, Христо Недев – кларинет и саксофон, Недко Богданов-акордеон, Тройчо Банев – клавир и гъдулка, Гергана Влайкова – вокал, и Златко Кафеджиев – вокал. От 2014 г. към оркестъра се присъединява и дъщерята на Евгени Марков – Симоне Маркова, като вокал. Участва в музикални проекти, звукозаписи и клипове с оркестър Плам с ръководител акордеониста виртуоз Пламен Димитров.